# ميسالينا

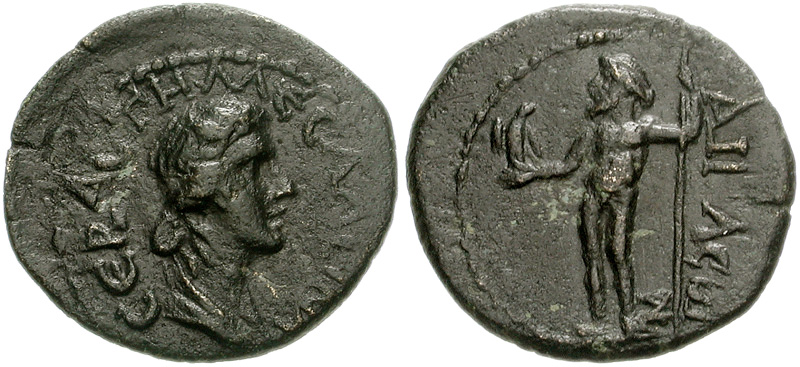
سلالات الأمبراطورية الرومانية، سلالة جيلو-كلوديان

فاليرا ميسالينا  عرفت باسم ميسالينا ( ولدت 17/20-وتوفيت ب 48) وهي الزوجة الثالثة للإمبراطور كلوديوس وتمثل المراة الإمبراطورة بالدولة الرومانية القديمة. وعرفت بقوتها وتأثيرها في المجتمع وقد أعدمت في مؤامرة خططت ضد كلوديوس.

## سيرتها الذاتية

### عائلتها وشبابها
كانت ميسالينا هي البنت الوحيدة  بين اخواتها الصبيان وهما دوميتا لبيدا، القنصل ماركوس فاليريوس مايسلا وكانت لها أيضا أخ ولد يدعى ( ماركوس فاليريوس مايسلا كورفينوس). وكان والدها كلوديا مارسيلا عضو في مجلس الشيوخ الروماني، وهو ابن ماركوس فاليريوس مايسلا مايسلنوس مرتين ككقنصل. اما والدتها لوسيوس دوميتوس اهينوبارباس، وكانت هي الابنة الصغرى لانطونيا. ميسالينا هي إمبراطورة الأمهات العظيمة، وهي اخت غير شقيقة لأوغسطس.
وقد توفى والد ميسالينا في مقتبل العشرينات أو الاحدى وعشرين وذلك بسبب غير معروف. ولكن تزوجت والدتها بعد ذلك بالقنصل فاوست كورنيليوس سولا لوسيوس أحد اقارب لوسيوس كورنيليوس سولا الدكتاتور الروماني الشهير.وبعد 22 عاما من زواجهما اعطى فاوست لزوجته لقبه بصوت عال واضح حيث عرفت بليبدا فاست كورنيلوس سلا فيليكس، وانجبت لميسالينا أخ غير شقيق.
باحتمال كبير ولدت ميسالينا بروما ونشأت هناك.ولكن لم يعرف سوى القليل عن مراحل حياتها المبكرة.

### زواجهابكلوديوس
وعندما بلغت سن السابعة والثلاثون أو الثامنة والثلاثون تزوجت من كلوديوس ابن عمها من الدرجة الثانية الذي يبلغ من العمر 48 عاما. وفي اثناء عهد الإمبراطور كلوديوس-ابن عمها من الدرجة الثانية والبالغ من العمر 37-41، كانت في ذلك الوقت ميسالينا امراة غنية ومؤثرة جدا في المجتمع وكانت عمود اساسى من اعمدة قصر كاليجولا. كان كاليجولا هو عم كلوديوس، وبعد ذلك أصبح شخصية مشهورة ومؤثرة وناجحة في المجتمع. قد تزوج كلوديوس بميسالينا لتعزيز العلاقات مع العائلة الإمبراطورية.
وقد طلبت ميسالينا من كلوديوس بمنح لقب الإمبراطورة المستقبلية وكانت أول ابنة له عرفت باسم أوكتافيا ( ولدت في عام 39 أو 40)، والولد عرف باسم بيراتنكس (ولد في عام 41 ). وفي 24 يناير 41 قتل كاليجولا وعائلته . وقد أعلن الحرس الإمبراطوري لكلوديوس بتعيين ميسالينا إمبراطورة.

### الأمبراطورةالرومانية
كانت ميسالينا واحدة من اقوى القائدات السيدات في الأمبراطورية الرومانية. وقد أعطاها كلوديوس مختلف الألقاب الفخرية. وكان يحتفل بعيد ميلادها رسميا في الاماكن العامة، وفي المسرح وكانت تحصل على شرف الجلوس في الصفوف الأولى. وعلى الرغم من رغبة مجلس الشيوخ الروماني بإعطاء ميسالينا لقب (أوغوستا) الا انها كلوديوس رفض ذلك.
وفي عام 43 قد قام كلوديوس بتنظيم حفلة بريطانية ناجحة للاحتفال بالانتصار البريطاني. وعندما كانت توجد سيارة تتعقب سيارة ميسالينا كان هناك العديد من الجنرلات اللذين يسيرن خلفها.
أصبح موقعها فعال جدا ولكنه كان خطير ومنصب رفيع. ورجل عجوز مثل كلوديس يمكن أن يموت في أي لحظة، وفي هذه الحالة سيتم تعيين بيرطانيوس الإمبراطور الجديد. وقد قامت ميسالينا من اجل ضمان سلامتهم وحمايتهم، بضمان مستقبل أطفالها والقضاء على ممكن ان يشكل خطر على عائلتها والتراجع فيه.
وكان يوجد الكثير من الصادقين مع ميسالينا من بينهم القنصل لسيوس. وكان شرف عظيم إلى ميسالينا بانه يتوسل اليها ليكون بجانبها وتحت قدمها. وقد قام فيتليوس بوضع سترة من الاحذية من وقت لاخر لازالة الحجارة وتقبيلها.
وبسبب ولع كلوديوس بها، فقد اعدم الكثير من الناس وذلك بتنفيذ لأوامر ميسالينا أو بإرساله إلى السجن. وقال المؤرخ الروماني سينيكا عن الشباب الذي نفذ معهم ذلك : جواليا وجولى أولاد عم كلوديوس، ماركوس فينيسيوس (زوج جوليا لافيلا)، القنصل جايوس أسينوس بوليو الثانى (انظر الشكل فابسنى أجربينا)، المسن بوبيا سابينا (الإمبراطورة استخدمت بوبيا سابينا، الزوجة الثانية نيرو)، القنصل ديكموس فاليريوس استكيتوس، بوليبياس (المعتق). وكان كلوديوس وزوجته يمكن بسهولة ان يتأثروا بالمعتقون لانه كان مشهورين.
كانت توجد محاولات من اجل القضاء على المعارضين لميسالينا وكان منهم اجربينا وهو شاب عائد من المنفى في يناير لعام 41. وكان اجربينا هو ابن عام كلوديوس بسبب ابنته جيرمنيكس. وقد قامت ميسالينا من أجل الحفاظ على ابن اجربينا وهو (لوسيوس دوميتوس اهينبربوس «نيرو في المستقبل» ) بإرسال الخناجر وابعادها عقب مقتل العديد بها. وعندما اقتربوا من جانب السرير، ظهر بجانبه ثعبان فعندما راه فر هاربا. ظل الثعبان محشورا ينظر اليه.

### شهرتها

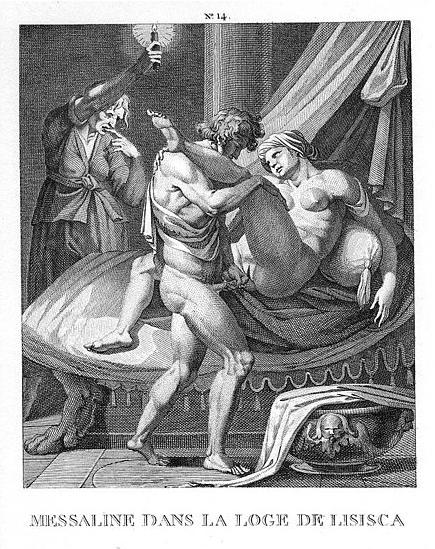
تشير إلى التهكم في القرن السادس حيث كانت تسمى ميسالينا بلقب (الفتاة الذئب) وكانت تعمل في بيت دعارة. ويعود النقش إلى اواخر القرن السادس عشر لأوجستينو كاريكا

لم تكن ميسالينا ذو سمعة جيدة.وقد ظهرت بشكل مهين في المصادر الرومانية القديمة (خاصة تاسيتوس وسوتونيوس) وذكرت بانها مشينة، قاسية وانها لديها جشع وطمع والغباء. وفي ذلك الوقت كانت توجد العديد من السيدات من الاحزاب والبرلمانات المختلفة وانها ادعت انها كان تتعامل معهم فيما يخص الرغبات الجنسية.ومن أكثر القصص المعروفة، والأكثر فحشا عن ميسالينا كانت فيما يخص قراءة من أجل مسابقة للجنس استمرت طوال الليل ضد ساجيلا في روما. وبعد ان مرت بهذه التجربة مع 25 شخص لم تخفى انها قامت بذلك طوال الليل وقالت انه بلا شكوك انه شئ متعب ولكنه راض.
وعملت ميسالينا على رفع معدلات القوة الجنسية طبقا لمصادر روما. ومن اجل السيطرة على تلك السياسات التي انتشرت قامت بعمل بيت دعارة تحت اسم مستعار ومن خلالها يتم دعوة النساء ذو الطبقات العليا لحضور حفلات الجنس، وايضا ينضم العديد من رجال السياسة، والنبلاء، والرومان وشخصيات أجنبية كثيرة.

### سقوطها، موتها، اثارها

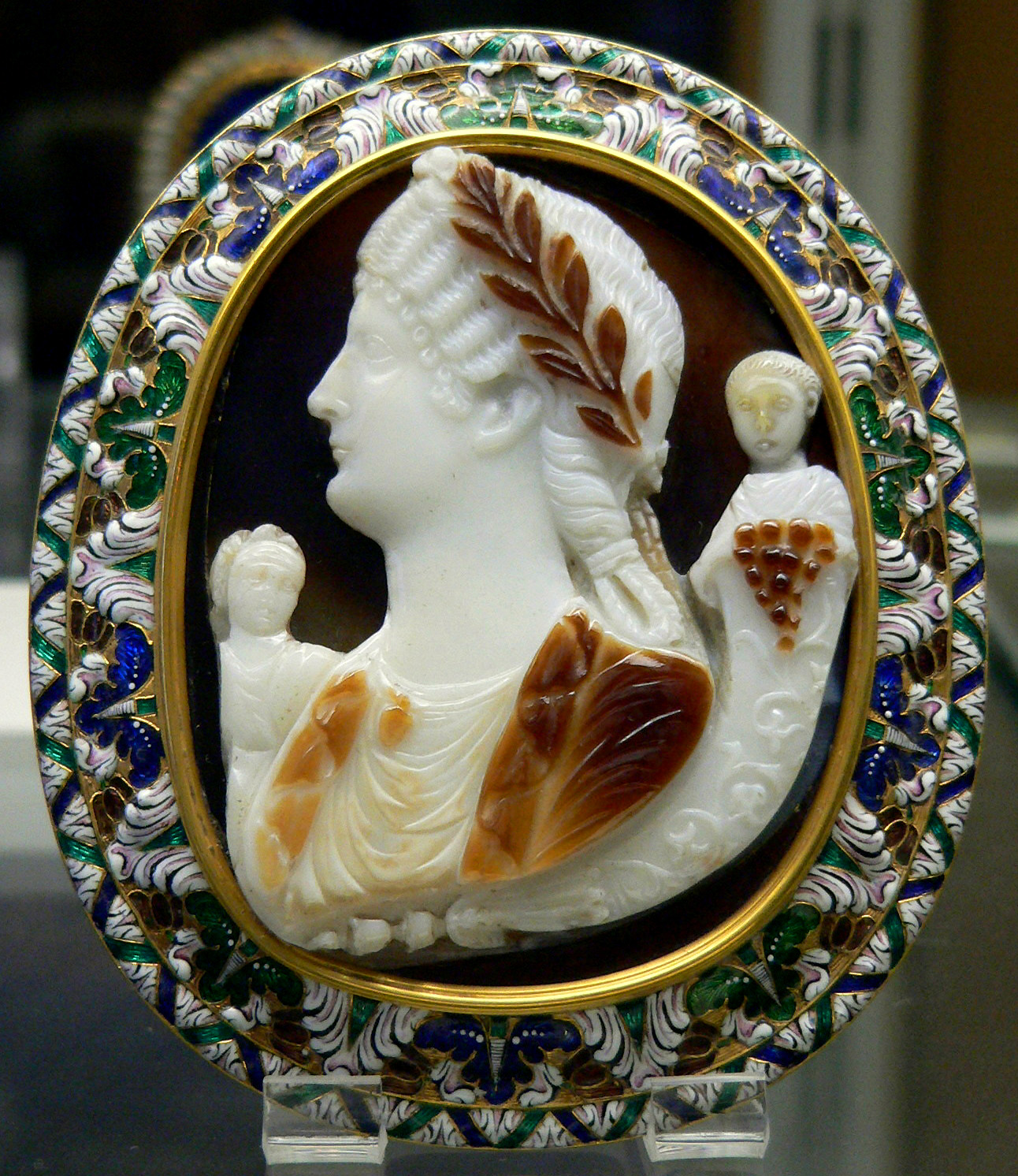
فالريا ميسالينا مع اولادها بريطانيوس وكلوديا اوكتافيا

اشترك تروافا مع ابنه برطانيوس في المظاهرات التي اقيمت اثناء مباراة العالم في عام 47 .ولكن الشاب اجربينا وابنه لوسيوس دوميتوس لم ينضموا إلى نفس المظاهرة (نيرو) في اهينوباربوس .وقد استقبل الجمهور ميسالينا وبرطانيوس باستقبال وتصفيق حاد وكان من بينهم اجربينا ونيرو. وبسبب الظروف المؤسفة في حياتها بدأ بإظهار الشفقة والتعاطف مع كثير من الناس طول حياتها، لكنها كانت هذه هي المرة الأولى التي بدأت فيها تقل شعبية ميسالينا في الوقت الراهن.
وفي نهاية العام نفسه تحلوت ميسالينا إلى امرأة ارستقراطية وقد بدأت بالإعجاب ولفت انتباه سينتات جايس سيلوس وهو زوج اخت زوجها الأول كاليجولا. ومن ثم أصبح كل من ميسالينا وسيلوس عشاق وبسبب ذلك اجبرته ميسالينا على تطليق زوجته والابتعاد عنها.
ولكن سيلوس لم يدرك ذلك في البداية، ولكنه أدرك بعد ذلك انه وقع في الخطأ وادرك خطورة الوضع. وقد وضعت ميسالينا خطة بات تقتل الإمبراطور الحالي وأن تانى بسيلوس بعده كأمبراطور جديد طبقا لخطتها. لم يكن لديها اى أطفال، ولكنها في نفس الوقت كانت تريد السيطرة على ولاية بريطانيوس. وقد تزوج كل من ميسالينا وسيلوس زواجى أحتفال رسمى، وذلك بالتوقيع على عقد الزواج الذي يشهد امامها بعدم تعدد الزوجات طبقا للقانون في هذه الحالة.
ومن خلال عديد من الدراسات التي اجريت في الميناء في أوستيا قد ظهر عن وجود والتخطيط لمحاولة اغتيالها هي وزوجها سيلوس والمخطط لذلك هو نرجس فريدمان. وقد رغبت ميسالينا برؤية الطفل من اجل التحدث مع كلوديس في اوسيتا ولكن الإمبراطور لم يقم بذلك. وقد منعت نرجس، ميسالينا من رؤية الطفل مجددا.
وفي عام 48 أمر كلوديوس بقتل ميسالينا وسيلوس. وقضت ميسالينا اواخر ساعتها في حديقة لوكولز. وقد اعدت ميسالينا ووالدتها عريضة من اجل اعطائها إلى كلوديوس.بسبب نجاح وتأثير ميسالينا، فقد بدأت كل من لبيدا ميسالينا بالابتعاد عن بعضهما البعض بالتدريج ويتعاملوا على انهم غرباء. وبالنظرة اليها بعين الرحمة وبقيت البنت بجانبها. وقال لها بيديا اخر كلمة وهي (انتهت الحياة، يجب إجراء اخر التصرفات الائقة المتبقية). ووفقا إلى ما قيل عن ميسالينا انهم بكوا عليها كثيرا، وتوفيت في ذلك الوقت.
شهد على وفاتها في ذلك الوقت الكثير من رجال الجيش والعبيد، ووقف الضباط صامين بينما كان العبيد منهالين عليهم بالشتائم .وقد اتهموا بقتل ميسالينا ولكن بسبب خوف الكثير من الضباط قالوا انها قتلت بخنجر .وقد تركت جثتها بجانب والدتها. واثناء وفاة ميسالينا كان كلوديوس يتناول العشاء .وعندما وصل اليه خبر وفاتها، لم يظهر أي ردة فعل ولكنه أراد شراب المزيد من النبيذ.
وفي الأيام التي تعقبت وفاتها، اظهر العديد من ردود الأفعال الإنسانية مثل الكراهية، الغضب، القلق، وعدم الارتياح .وكان المشيعيين لجنازة ميسالينا الكثير من الأطفال. وقد أمر رئيس مجلس الشيوخ الروماني بإزالة اسم ميسالينا من جميع المناطق العامة والخاصة وأمر بإزالة التمثال التابع لها.
وفي الايام الأولى لعام 49م تزوج كلوديوس للمرة الرابعة وقامت زوجته الشابة اجربينا بطرد الكل من القصر وذلك لاحترامها لذكرى ميسالينا. وقد كان ابن كلوديوس واجربينا (لوسيوس دوميتوس اهيناربوز) هو وريس الحكم والخليفة لولده. وبعدها عرف باسم (نيرون كلوديوس قيصر دروسوس جرمنيكس) وبعد وفاة كلوديوس توفى أصبح براطنيوس ابن ميسالينا هو الإمبراطور الروماني. تزوج نيرون بابنة ميسالينا. وقد ذيع اسم ميسالينا كثيرا في أيامنا هذه، من خلال الاتصال الجنسى وغش وخيانة الازواج .